# Юнтрен
Юнтрен (на гръцки: Άνω Δροσινή, Ано Дросини) е село в Западна Тракия, Гърция. Селото е част от дем Козлукебир.

## География
Селото е разположено на 23 километра североизточно от Гюмюрджина.

## История
В 19 век Юнтрен е село в Гюмюрджинска кааза на Одринския вилает на Османската империя. Според статистиката на професор Любомир Милетич в 1912 година в селото живеят 50 семейства помаци и 40 семейства турци.